# Comuna Nîjni Haii, Drohobîci
Nîjni Haii (în ucraineană Нижні Гаї) este o comună în raionul Drohobîci, regiunea Liov, Ucraina, formată din satele Biinîci și Nîjni Haii (reședința).

## Demografie
Componența lingvistică a comunei Nîjni Haii
     Ucraineană (99,87%)
     Alte limbi (0,13%)
Conform recensământului din 2001, majoritatea populației comunei Nîjni Haii era vorbitoare de ucraineană (99,87%), existând în minoritate și vorbitori de alte limbi.